# 肯普法
《肯普法》（日语：けんぷファー；英語／德語：(源自德語中"戰士"一詞)）是築地俊彦撰寫，Senmu繪插畫的輕小說作品，由Media Factory的MF文庫J出版發行，中文版由尖端出版社代理發行。2008年2月27日开始在月刊Comic Alive上连载由橘由宇改编的漫画。2009年10月在TBS系播放電視動畫。特別篇「肯普法 為了愛」於2011年4月7日在TBS系播放。

## 故事簡介
瀨能名津流是個就讀星鐵學園的男高中生，某天起床後在鏡前赫然發現自己變成了女生。還不明不白地被逼參加與眾多超級美少女互相撕殺的戰鬥，在「內臟玩偶」切腹虎的告知下，了解自己為何被選為肯普法戰士。对未来一无所知的瀨能从此便卷入了及其它肯普法戰士的战斗中。並與她們美嶋紅音、三鄉雫、近堂水琴、沙倉楓四個美女發展出糾纏不清的關係。

## 登場人物

### 星鐵學院男子部
瀨能名津流（聲：井上麻里奈）
本作品的主人公。
某日早上成為肯普法，因為僅有女性才能成為肯普法，所以變身後是女性，身上所穿的內衣和男生制服會自動替換成女生用的衣物。誓約手環為藍色，戰鬥能力是草巴魔法，以在手中形成的火球作為攻擊武器。
剛開始變身時對於自己身體女體化很難適應，甚至於只是看到自己女體化後的裸體都能流鼻血，有時候說話會因為忘記自己是女生所以不自覺會冒出男性自稱用語，但適應之後就不太會了。
成績、運動神經平平，學籍設在男子部二年4組，由於成為肯普法後變身會成為女生，在第二集中因其存在被大肆公布，引發女子部學生注意，學生會長－雫在為了隱埋肯普法存在的條件下，在女子部二年4組也為他設上了學籍（以療養為理由復學）。變身後是相當漂亮的美少女，在同年齡的女學生中身材較為高挑玲瓏，不過聲音因為沒有改變給人有磁性的感覺，因此學院中在同性異性間皆受到歡迎，繼楓、雫後被稱為星鐵的第三大美女。由於學生會長三鄉雫希望學生們都能在文化祭玩得盡興的關係，因此被雫以半脅迫性的方式，強迫參加了星鐵學園文化祭選美比賽。
於選美比賽中穿著為西裝外型，阻止了紅音射殺沙倉的行動，但仍然敵不過後期亂入戰鬥中的會長猛烈的攻勢，衣服甚至被會長的攻擊撕碎，戰鬥中也被會長擊暈，最後選美結果不了了之。
對楓的感情非常專一（疑似受到他爺爺一輩子只能愛一個人的「遺言」 影響），對其他的女性不僅不感興趣，在情商方面還相當遲鈍，對於身邊女性，也就是紅音、水琴以及三鄉雫的好感完全沒有發現（跟雫約會也可以一直以為是雫在計畫著什麼），時常在其面前談論楓，引來紅音的吃醋與漠視，但名津流一直微妙的誤會成紅音討厭沙倉，從頭到尾沒有察覺到紅音對他的好感。
父親因工作調職熊本，母親也一同過去的關係，現在是一人獨居，結果就變成「自由卻缺乏營養的生活」，不過在水琴回國之後三餐全部成為咖哩。
夢想是公務員。上學中每三次會有一次遲到。
現存的肯普法中唯一的男性。
白色肯普法說一切事件都因他而起。原因就是因為目前構成紅色藍色雙方的肯普法們都對名津流有極高的好感，而且是由紅方目前最強戰力的三鄉雫主動提出紅藍停戰協議，才會造成現在紅藍VS白的局面。
後期對於紅音、水琴、雫的直球告白感到左右為難，但在漫畫版的最後選擇了雫。
小說最後是與紅音成為情侶。
東田幹仁（聲：川原慶久）
名津流的同班同學兼死黨，星鐵學院美少女研究會會長，號稱「星鐵美少女的消息都逃不出我的手掌心」。
時常向名津流推銷偷拍到的相片。但由於沒有沙倉楓的相片，常常遭到名津流的拒絕。
與男女正常交往地下委員會有所聯繫。
並不知道女版名津流與男版名津流是同一人。

### 星鐵學院女子部
美嶋紅音（聲：堀江由衣）
星鐵學院二年4組的圖書委員，和名津流同為藍色手環的肯普法隊友。戰鬥能力是使用戈貝爾槍作戰（枪支种类：柯尔特Delta Elite手枪），持有單把。比名津流早半年成為肯普法戰士，一开始向名津流说明了关于肯普法的一些规则。
平時膽小得很，说话很温柔，习惯误解别人的话并向色情方面联想；變身後眼镜消失（髮色由土黃色變成紅髮），變得很暴躁并不斷說髒話，有著射殺一切的念頭（包括隊友名津流）。後期變身後的個性有稍微收斂一些，但比起其他三位女主角而言，還是相對暴躁。
喜歡吃POCKY，擅長日式料理。喜歡名津流，并吃醋而对其它女性接近名津流的行为难以容忍。為第一个知道名津流的真正身份的人。
在得知名津流喜歡的女孩類型中有自己的位置時非常的開心雀躍。
在KTV包廂中為了爭奪名津流，因而與沙倉發生爭吵，故也跟著決定參加星鐵學園文化祭選美比賽。
在選美比賽中穿著成牛仔模樣，途中變身為肯普法亂入，因為名津流對於沙倉的曖昧態度感到不滿，試圖射殺沙倉，但被名津流阻止，隨後被更後期的會長亂入對戰而被會長技巧性擊暈。
小說版的最後與名津流成為情侶。
三鄉雫（聲：名塚佳織）
星鐵學院學生會會長，在校內擁有極大的權力，三年級。入學成績全部科目皆滿分，冰雪聰明且善於計謀與思考，無遲到缺曠的優等生，甚至高中還未畢業已有企業來挖角。同时也是肯普法战士，手環為與名津流敵對的紅色。戰鬥用武器是修貝亞特劍，為附有鐵鍊的兩把短劍。變身後基本沒什麼改變，只有頭髮内侧會散發出铂金色光芒。較名津流、紅音早兩年成為肯普法，戰鬥經歷較為資深，現為紅色肯普法中戰鬥能力最強者。為第二个知道名津流的真正身份的人。
外表高冷艷麗，以別人的印象屬於不好接近的冰山美女，內裏卻十分腹黑，經常玩弄名津流，據她本人的說法是她會像小男生一樣會對自己在意的人(也就是名津流)惡作劇，而且戲弄自己的心上人對她而言也比較有趣。雖然對名津流多次設局捉弄，其實非常喜歡名津流，更多次暗示自己的心意，且主動約名津流去約會，甚至與他接吻數次，但名津流并无感觉（更反有被奪走純潔一說）,因為名津流對於曾是敵人的她有警戒心而時常誤會她有什麼企圖，但其實只是單純想跟他在一起約會而已。
在第十集更直接向感情遲鈍的名津流直球告白，並不是因為在喜歡的男性條件中有名津流的存在，而是她喜歡的就是名津流的全部，心中只要他一個人，也因為已經傾心於名津流的關係，就算被他揉胸或者推倒在床等等性騷擾也絲毫不在意。在感情方面較為強勢，雖然表面上在等待名津流的答覆，但不論他的決定如何，都要想將名津流納為己有。會這樣對名津流投出直球的原因，正是因為紅音對名津流告白，自己從中感到威脅與不甘心，甚至有生以來第一次因為思考這件事情而失眠，在經過深思熟慮之後才有這次的直球表白行動。
對於自己的美貌以及姣好身材等外在評價絲毫不在意，即使別人這樣形容也不以此為傲，但內心非常清楚自己的美貌身材等等條件在學園中應該都是在中上等級，也在名津流面前自信的說交往後未來假如帶著她一起出門，以她的身材條件跟各項言行談吐等都絕對不會讓他丟臉。料理的手藝也相當不錯，算是一名出得了廳堂進得了廚房的完美女性。
會對名津流動情動心的原因，似乎是因為當時被名津流與紅音聯合壓制，且紅音要用槍射殺她的當下，被名津流用草巴魔法留了她一命(正常來說戰敗的肯普法是高機率會失去生命的，比如會長已戰死的學姊)並要求不准對沙倉出手的臨時求和協議，雫當下的回答是Yes(答應求和條件)，但醉翁之意不在酒，在這場戰鬥之後對名津流感興趣，從而開始倒追名津流的一連串行動，以及思考為何紅藍肯普法之間一定要互相戰鬥的意義。
雖然跟名津流形式上是敵對的關係，知道名津流沒辦法自由控制誓約手環的變身，但卻多次出手變身解救名津流好幾次在不正確的場合差點變回男兒身的緊急情況(變身之後的肯普法當附近有已變身的肯普法時，手環就暫時不會發亮變回原身而脫離戰鬥)。
後來水琴發現雫的本性其實相當溫柔，並在白色肯普法攻擊受傷的水琴時相當憤怒，使出全力戰鬥，並迅速擊倒對手。
找不到什麼缺點，但也因為太聰明而開始質疑肯普法戰鬥的意義，與藍色肯普法的紅音、名津流以及同為紅色肯普法的水琴決議暫時停戰，並且同盟一起調查調停者的目的，也因為這共同決議的關係，直接造成了從未有過紅藍聯手的「荒謬」現象，讓調停者（疑為楓）十分頭痛并加以留意。
跟沙倉楓一同稱為星鐵二大美少女，其後女版名津流的加入，變成三大。因為沙倉跟女版名津流都會參加的關係，故同時也宣布參加星鐵學園文化祭選美比賽。
於選美比賽穿著成王子的模樣，最後變身為肯普法亂入，將所有台上的參選選手都技巧性擊暈，最後比賽結果不了了之。
將來的夢想是相聲藝人，原因是喜歡看到人們因為自己說的笑話而綻放的笑容。但是不善於表達的先天因素，所以放棄了這個夢想。
漫畫版最後與名津流成為情侶，在感情上一樣很強勢，導致名津流既喜歡又怕她。
沙倉楓（聲：中島愛）
星鐵二年級，名津流的國中同學。跟三鄉雫一同稱為星鐵二大美少女，其後女版名津流的加入，變成三大。有众多的爱慕者，名津流为其中之一。在與紅音的爭吵中決定參加星鐵學園文化祭選美比賽。
於選美比賽中穿著為新娘禮服，試圖與穿著西裝外型的名津流告白，被亂入阻止告白的紅音所擊發的子彈嚇暈，但在嚇暈前拋出的捧花中藏有內臟動物，隨後被水琴接到。
性取向為百合，喜歡的對象為女版名津流。在一系列误会之后，现在视男版名津流为情敌，抱有强大敌意。
喜歡一般人不會喜歡的內臟動物。收集有大量的內臟動物，并喜欢送给好友。送出的內臟動物都差不多一定變成信使，令人變成肯普法。
拥有精神控制（在小說中則比較接近催眠）的能力，動畫版第九話中，她利用這種能力控制名津流；第十话被三乡雫拦截而宣告失败。控制别人时两眼发光，被控制的人，會失去自我意識並強制執行命令（“调停者”重大嫌疑，吻合率为97%調停者夥伴3%）。
目前曾運用的能力有修贝亚特剑和戈贝尔枪（第十一话出现），为红色剑柄的武士刀，而枪支种类为意大利制造的貝瑞塔93R。本身的戰鬥能力極強，曾在一對四戰鬥中（紅音，雫，水琴，名津流）展現出壓倒性力量（小說第八话出现）。
小說中暗示（會長的質疑）沙倉楓可能擁有雙重人格（另一人格知道名津流的身分，愛好是成立百合後宮）或像內臟動物差不多的高等信使（她利用能力控制名津流時內臟動物感應到該方向有強烈的信使反應）。
動畫版由楓所帶領的白肯普法敗於名津流等人的紅藍肯普法聯軍之後戰逃，並表示下次一定會將男版名津流完全變成女版名津流後納入麾下，戰鬥時內臟動物們大合唱所使用的過場音樂是貝多芬的快樂頌（第九交響曲）。
在戰鬥時身體的各項運動機能明顯高於一般正常女子高中生，甚至於已經被子彈擊穿腹部也不會死(但依然有痛覺也會流血)，身懷如此強大而老練的戰鬥能力，但卻不屬於任何肯普法陣營，正是被懷疑身為調停者的重大疑點。
近堂水琴（聲：阿澄佳奈）
星鐵一年級。名津流的青梅竹馬，美嶋紅音小時候的玩伴兼好友。因為父親是考古學家，所以時常跟著父親在外國四處旅行。在故事中中途復學。
在学校的文化祭中接到沙倉楓抛出的捧花，得到藏在其中的內臟動物后為紅色肯普法，武器是修貝亞特劍，外型是日本刀。變身後會變成銀髮（連制服也變色）。
性格活泼，天真烂漫，且臉蛋身材姣好性格也十分開放。屬於天才級別的開鎖達人。对咖喱极度喜爱，已经达到了每餐都吃咖喱的程度。
非常喜歡名津流，對於名津流跟雫約會的事情感到非常生氣跟傷心(簡單來說就是吃醋)。刚回来时对与名津流同名的女孩是其女友的传言很在意甚至覺得礙眼，最後甚至付諸行動試圖排除女名津流。
动画版中，因為看不順眼而變身追殺女版名津流但被紅音及雫阻止，隨後在場的全數人員解除變身時得知女版名津流與男版名津流為同一人，因承受不住事實打擊而暈倒，成为第三个知道名津流的真正身份的人。
在漫畫版最後當面跟名津流直球告白，但是最後為了不讓自己深愛許久的名津流左右為難，故退而轉為要求名津流能答應她繼續維持無話不談的摯友關係，在這之後從戀愛關係中退場。
葛原綠
和會長一樣是紅色的肯普法，使用戈貝爾槍（槍支種類：漫畫版為柯爾特巨蟒4英寸左輪手槍；動畫版暫無），同時持有兩把，是雙槍流。
漫画版和小說版裡，她是调停者派来监视三乡雫的肯普法，再把三乡雫的情况报告给调停者(但是雫早已知情只是表面當作不知道)，最终被名津流击败，被雫帶走後失蹤。喜歡沙倉楓。
西乃增美（聲：三上枝織）
星鐵一年級，新聞部的一员（其實參加了多個社團，包括地下社團）。
性格多事，喜歡追寻独家新闻然后加油添醋亂做文章。
名津流的各種花邊新聞就是出自於她之手。

### 白色肯普法
全為選美大賽中楓派玩偶直接或間接誕生的肯普法，直接為楓控制，更準確來說即是另一人格的楓所養的女奴隸們，完全聽令於楓所下達的任何指令。
植田理香（聲優：植田佳奈）
星铁一年级5組，戰鬥能力是修貝亞特劍，為锁镰（一端是铁球），用法和會長差不多。
中尾沙也香（聲優：中尾衣里）
星铁二年级1組（與沙倉楓同班），戰鬥能力是修貝亞特劍，为西洋剑（大馬士革刀），星鐵學院的圖書委員，傲嬌屬性。
山川涼花（聲優：山川琴美）
星铁二年级，戰鬥能力是戈贝尔枪，枪支种类为美國製造的英格拉姆MAC-10衝鋒槍（小说和漫畫中为乌兹冲锋枪），含蓄的話語中帶有獵奇成分。
皆川瞳美（聲優：皆川純子）
星铁三年级，戰鬥能力是草巴魔法，為光彈（也可以作閃光彈使用）。

## 內臟玩偶
切腹虎（聲：野村道子）
沙倉楓送給瀨能名津流的內臟玩偶。
切腹黑兔（聲：田村由香里）
沙倉楓送給美嶋紅音的內臟玩偶，嘴巴比較毒。
電死山貓（聲：水樹奈奈）
沙倉楓送給三鄉雫的內臟玩偶，十分敬重三鄉雫。
窒息野狗（聲：能登麻美子）
内脏动物系列的新作，沙倉楓藏在「星姐賽（星铁小姐选拔赛）」的捧花中，後被近堂水琴接收。
撲殺熊
動畫版中登場。放在沙倉楓的住所裡。造型像是口中叼著魚的熊木雕一樣，但是多個釘錘在頭上。
火燒獅子（聲：內海賢二）
全內臟玩偶第1号商品，跟沙倉楓小學所畫的獅子一樣，也是讓她收集內臟玩偶的主因。切腹虎描述「用人类的年纪换算的话，牠是已经超过80岁的老爷爷了。」
串刺老鼠十二兄弟
內臟动物新系列，颜色鲜艳的老鼠们从头到尾被桩贯穿。
肇事逃逸河馬
持有人是三乡雫的學姐篠宮多美子，三乡雫的所有肯普法的知識都是從其身上習得，本篇開始前已被殲滅。
爆身企鵝（聲：釘宮理惠）
動畫版第13話登場。身前身後內臟爆出的企鵝。
斷頭斑馬
內臟玩偶之一，無頭斑馬。
餓死獅
內臟動物系列新商品。
活埋土狼
內臟動物系列最初商品。
斬首狼
早期制作的內臟動物OVA中，登場的幼小角色。被五马分尸印度象囚禁起来、拔光全部内脏。
五馬分屍印度象
同上作品登場的南蛮怪物。
浴血羚羊
沙倉楓的全身造型睡衣。在沙倉楓家中住宿時，沙倉楓拿給名津流的睡衣（拉鍊在背後）。在內臟玩偶系列中的來歷不詳。
中毒狸貓
沙倉楓臥室棉被套上面的卡通圖案，普通人看來根本不覺得可愛。在內臟玩偶系列中的來歷不詳。
撞死鹿
造型是被車輪以十字型輾死的蝦夷鹿。

## 用語

### 肯普法
肯普法
德語「戰士」的意思，被調停者選出的需要互相戰鬥的女戰士。每個肯普法都有三種能力中的一種和自己的武器。每個肯普法右手手腕有誓約手環，變身為肯普法外表會有變化。若為男性成為肯普法則會強制化為女性，但這樣的特殊案例目前只有名津流一位。

### 肯普法能力
肯普法在戰鬥時使用的武器種類。會依照使用者的意志出現或消失。台灣以德文的音作為名稱。
草巴魔法
為肯普法所使用的戰鬥能力之一。調整威力可以作為攻擊或防禦用。
瀨能奈津流（藍·火焰）、皆川瞳美（白·闪光），所使用的能力。
戈貝爾槍
為肯普法所使用的戰鬥能力之一。與一般的槍不同，不會有子彈用完和枪支故障（如卡壳、枪管过热而无法射击等）的狀況。
美嶋紅音（藍·半自动手枪）、葛原綠（紅·转轮手枪）、山川涼花（白·冲锋枪），沙倉楓（無·半自动冲锋手枪），所使用的能力。
修貝亞特劍
為肯普法所使用的戰鬥能力之一，属于近身攻击类，铁链类的Schwert用于封锁敌人行动更为有效。
三鄉雫（紅·铁链短刀）、近堂水琴（紅·武士刀）、植田理香（白·锁链镰刀）、中尾沙也香（白·大马士革刀）、沙仓枫（无·武士刀），所使用的能力。
誓約手環
肯普法佩戴在右手的手環，變身時會發光。現有藍、红、白三種顏色。

### 星鐵高中
所有人類角色皆在此就讀。
根據小說的描述，星鐵高中擁有以下特色：
校園被圍牆從中一分為二，而男女學生分別從不同的校門上下學。除了少數共用設施，如圖書館、學生會辦公室外，所有設施皆採男女隔離。
圍牆的通行口只有在文化祭時會完全開放，平時只有學生會成員或經他們認可的學生可以通行。
學生會權力極大，可以自由決定學校的行政作業或資金運用，三鄉雫甚至有傳聞可以決定畢業生未來的出路。
對男女交往嚴格管制。

## 出版書籍

### 小說
| 卷数 | Media Factory  | Media Factory          | 尖端出版       | 尖端出版               | 備註   |
| 卷数 | 發售日期       | ISBN                   | 發售日期       | ISBN                   | 備註   |
| ---- | -------------- | ---------------------- | -------------- | ---------------------- | ------ |
| 1    | 2006年11月24日 | ISBN 978-4-8401-1749-7 | 2008年9月19日  | ISBN 978-957-10-3923-7 |        |
| 2    | 2006年12月25日 | ISBN 978-4-8401-1767-5 | 2008年12月5日  | ISBN 978-957-10-3978-7 |        |
| 3    | 2007年3月23日  | ISBN 978-4-8401-1826-2 | 2009年8月11日  | ISBN 978-957-10-4088-2 |        |
| 4    | 2007年6月25日  | ISBN 978-4-8401-1870-5 | 2009年10月16日 | ISBN 978-957-10-4142-1 |        |
| 5    | 2007年9月25日  | ISBN 978-4-8401-2042-5 | 2010年1月6日   | ISBN 978-957-10-4202-2 |        |
| 6    | 2008年1月25日  | ISBN 978-4-8401-2131-6 | 2010年3月10日  | ISBN 978-957-10-4240-4 |        |
| 7    | 2008年4月25日  | ISBN 978-4-8401-2308-2 | 2010年5月12日  | ISBN 978-957-10-4264-0 |        |
| 8    | 2008年7月25日  | ISBN 978-4-8401-2370-9 | 2011年1月4日   | ISBN 978-957-10-4301-2 |        |
| 8½   | 2008年10月24日 | ISBN 978-4-8401-2453-9 | 2011年3月11日  | ISBN 978-957-10-4421-7 | 短篇集 |
| 9    | 2009年2月25日  | ISBN 978-4-8401-2668-7 | 2011年5月4日   | ISBN 978-957-10-4506-1 |        |
| 9½   | 2009年3月25日  | ISBN 978-4-8401-2725-7 | 2011年7月1日   | ISBN 978-957-10-4502-3 | 短篇集 |
| 10   | 2009年7月24日  | ISBN 978-4-8401-2835-3 | 2011年9月2日   | ISBN 978-957-10-4606-8 |        |
| 10½  | 2009年9月25日  | ISBN 978-4-8401-3030-1 | 2012年1月6日   | ISBN 978-957-10-4712-6 | 短篇集 |
| 11   | 2009年12月25日 | ISBN 978-4-8401-3134-6 | 2012年4月9日   | ISBN 978-957-10-4820-8 |        |
| 12   | 2010年3月25日  | ISBN 978-4-8401-3254-1 | 2013年4月19日  | ISBN 978-957-10-5049-2 |        |

### 漫畫
| 卷数 | Media Factory  | Media Factory          | 尖端出版       | 尖端出版             |
| 卷数 | 發售日期       | ISBN                   | 發售日期       | EAN                  |
| ---- | -------------- | ---------------------- | -------------- | -------------------- |
| 1    | 2008年10月23日 | ISBN 978-4-8401-2282-5 | 2009年8月11日  | EAN 471-7702-22796-8 |
| 2    | 2009年3月23日  | ISBN 978-4-8401-2548-2 | 2009年11月19日 | EAN 471-7702-22948-1 |
| 3    | 2009年9月23日  | ISBN 978-4-8401-2917-6 | 2010年5月14日  | EAN 471-7702-23288-7 |
| 4    | 2010年2月23日  | ISBN 978-4-8401-2985-5 | 2010年11月15日 | EAN 471-7702-23680-9 |
| 5    | 2010年12月23日 | ISBN 978-4-8401-3030-1 | 2011年8月17日  | EAN 471-7702-24084-4 |
| 6    | 2011年3月23日  | ISBN 978-4-8401-3774-4 | 2011年11月18日 | EAN 471-7702-24491-0 |
| 7    | 2011年10月22日 | ISBN 978-4-8401-4046-1 | 2012年6月1日   | EAN 471-7702-24913-7 |
| 8    | 2012年6月23日  | ISBN 978-4-8401-4481-0 | 2013年3月16日  | EAN 471-7702-25403-2 |
| 9    | 2013年1月23日  | ISBN 978-4-8401-4782-8 | 2014年10月21日 | EAN 471-7702-25645-6 |
| 10   | 2013年7月23日  | ISBN 978-4-8401-5084-2 | 2014年12月19日 | EAN 471-7702-26204-4 |

## 電視動畫
2009年10月開始在TBS系播放，全12話。特別篇「肯普法 為了愛」共2話，第13話在2011年3月6日舉辦的活動上映，第14話於2011年4月7日在日本TBS台深夜播放。

### 製作人員
- 原作：築地俊彦 （Media Factory MF文庫J刊）
- 導演：黑田康弘
- 情節安排：筆安一幸
- 人物設定：
- 總作畫監督：古賀誠
- 色彩設計：梅崎裕子
- 美術：J.C.STAFF美術部
- 美術監督：廣濑義憲
- 攝影監督：吉田寬
- 音樂：加藤達也
- 音樂制作：Lantis
- 音響監督：蝦名恭範
- 音響制作：DAX Production
- 動畫制作：NOMAD
- 制作協力：King Records、McRAY、Media Factory、Lantis、DAX Production、NOMAD
- 製作：內臟玩偶公司（同制作協力）、TBS

### 主題曲
片頭曲
- （第1話-第12話）

作詞・作曲：栗林美奈實
編曲：飯塚昌明
歌：栗林美奈實
- 「Choose my love!」（第14話/SP2）

作詞：こだまさおり
作曲：栗林美奈實
編曲：關野元規
歌：栗林美奈實
片尾曲
- （第1話-第12話）

作詞：
作曲：田代智一
編曲：安藤高弘
歌：瀨能名津流（井上麻里奈）、沙倉楓（中島愛）
- 「妄想少女A」(第14話/SP2)

作詞：
作曲：村井大
編曲：鈴木盛廣
歌：美嶋紅音（堀江由衣）、切腹黑兔（田村由香里）
插入曲
- （第4話）

作詞：
作曲：南陽子
編曲：BY-P
歌：沙倉楓（中島愛）
- 「experiment」（第4話）

作詞：
作曲・編曲：橋本由香利
歌：三鄉雫（名塚佳織）
- （第4話）

作詞：
作曲：南陽子
編曲：三浦誠司
歌：美嶋紅音（堀江由衣）

### 各話列表
| 話數                                   | 日文標題                                                     | 中文標題                        | 劇本     | 分鏡     | 演出     | 作畫監督                                   | 總作畫監督      |
| -------------------------------------- | ------------------------------------------------------------ | ------------------------------- | -------- | -------- | -------- | ------------------------------------------ | --------------- |
| 1                                      |                                                              | 命運～選中者～                  | 筆安一幸 | 山崎光惠 | 山崎光惠 | 山内尚樹                                   |                 |
| 2                                      |                                                              | 灼熱～死鬥開幕～                | 筆安一幸 | 高村雄太 | 佐藤光   | 馬場繪里 宮崎修治                          | 中村直人 古賀誠 |
| 3                                      |                                                              | 百合～祕密花園～                | 福田裕子 |          | 嵯峨敏   | 李珠榮                                     | 古賀誠          |
| 4                                      |                                                              | 宣戰～戰鬥少女～                | 青島崇   | 小寺勝之 | 浅見松雄 | 大河原晴男                                 | 古賀誠          |
| 5                                      |                                                              | 喜劇～初吻～                    | 青島崇   |          | 飛鳥次郎 | 竹上貴雄 大田謙治                          | 古賀誠          |
| 6                                      |                                                              | 歸來～是敵是友～                | 福田裕子 | 山崎光惠 | 清水久敏 | 山本真嗣 柳瀨雄之 輿石曉 下川寿士 大田謙治 | 古賀誠          |
| 7                                      |                                                              | 邀請～不速之客～                | 福田裕子 | 島津裕行 | 浅見松雄 | 大河原晴男                                 | 古賀誠          |
| 8                                      |                                                              | 戀人～初次約會～                | 筆安一幸 | 内田孝   | 佐藤光   | 内田孝                                     | 古賀誠          |
| 9                                      |                                                              | 盛夏～戀愛的熱帶低氣壓～        | 青島崇   | 菊池聰延 | 菊池聰延 | 石井久美                                   | 古賀誠          |
| 10                                     |                                                              | 案例～夏日体验～                | 青島崇   | 山崎光惠 | 山崎光惠 | 田村正文 輿石曉 馬場繪理                   | 古賀誠          |
| 11                                     |                                                              | 选择～欢喜之歌～                | 筆安一幸 | 坂田純一 | 井上茜   | 大田謙治                                   | 古賀誠          |
| 12                                     |                                                              | 聖誕節～內臟玩偶的奇蹟～        | 福田裕子 | 中山岳洋 | 增田誠治 | 菊池聰延 柳瀨雄之                          | 古賀誠          |
| 特別篇：肯普法 für die Liebe（為了愛） |                                                              |                                 |          |          |          |                                            |                 |
| 13 （SP1）                             |                                                              | 偷跑～拔得頭籌～                | 筆安一幸 | 菊池聰延 | 佐藤光   | 大田謙治                                   | 古賀誠          |
| 14 （SP2）                             | 〜ひさしぶりなのでけんぷファーのちょっといいとこ見てみたい〜 | 日常 ～久違的肯普法來養眼一下～ | 福田裕子 | 山崎光惠 | 上田繁   | 内田孝 柳瀨雄之                            | 古賀誠          |

### 播放電視台
日本深夜動畫：下文記載的日本国内播放時間使用日本標準時間（UTC+9）表示。因為部分時間标识會採用30小时制，因此請留意这类超过24:00的时间，其實際播放時間為翌日清晨。
| 播放地域            | 電視台         | 播放期間                       | 播放時間                   | 所屬電視網         | 備註           |
| 本篇（肯普法）      | 本篇（肯普法） | 本篇（肯普法）                 | 本篇（肯普法）             | 本篇（肯普法）     | 本篇（肯普法） |
| ------------------- | -------------- | ------------------------------ | -------------------------- | ------------------ | -------------- |
| 关东广域圈          | TBS電視        | 2009年10月1日 - 12月17日       | 星期四 25時29分 - 25時59分 | TBS系列            | 制作局         |
| 中京广域圈          | 中部日本放送   | 2009年10月8日 - 2010年1月7日   | 星期四 26時30分 - 27時00分 | TBS系列            |                |
| 兵庫縣              | SUN電視台      | 2009年10月11日 - 12月27日      | 星期日 25時30分 - 26時00分 | 独立UHF局          |                |
| 全国放送            | BS-TBS         | 2009年10月31日 - 2010年1月23日 | 星期六 24時30分 - 25時00分 | TBS系列 BS放送     |                |
| 特別篇（肯普法FDL） |                |                                |                            |                    |                |
| 關東廣域圈          | TBS電視        | 2011年4月7日                   | 星期四 25時59分 - 26時29分 | TBS系列            | 制作局         |
| 兵庫縣              | SUN電視台      | 2011年4月11日                  | 星期五 25時35分 - 26時05分 | 独立UHF局          |                |
| 京都府              | KBS京都        | 2011年4月13日                  | 星期三 25時00分 - 25時30分 | 独立UHF局          | 本篇未播放     |
| 中京廣域圈          | 中部日本放送   | 2011年4月14日                  | 星期四 26時15分 - 26時45分 | TBS系列            |                |
| 日本全域            | BS-TBS         | 2011年4月30日                  | 星期六 25時00分 - 25時30分 | TBS系列 BS數位電視 |                |

### 声优间的调侃
该动画中有大量名声优互相调侃的台词作为本动画的看点。

## 外部連結
- StarChild:けんぷファー （页面存档备份，存于）（日語）
- TBSアニメーション・「けんぷファー」公式ホームページ （页面存档备份，存于）（日語）